# Estação Kurskaia (linha Kolhtsevaia)
Kurskaia (em russo:  Курская) é uma das estações da linha Kolhtsevaia (Linha 5) do Metro de Moscovo, na Rússia. Estação «Kurskaia» está localizada entre as estações «Taganskaia» e «Comsomolhskaia».